# Brezel Brass
Brezel Brass ist eine deutsche Musikgruppe aus dem Raum Vogtland (im Dreiländereck Bayern – Böhmen – Sachsen), die sich 2011 aus der Band „Die 3 swingenden 4“ heraus gründete.

## Bandgeschichte
Die Idee zu Brezel Brass hatten Sebastian Wildgrube und Michael Seidel während einer Jamsession, als sie die Polka "Rosamunde" mit Elementen aus Jazz und Swing vermischten. Beide musizierten zu dieser Zeit bereits in der Dixieland-Combo „Die 3 swingenden 4“ zusammen. Da ihre neue Idee aber nicht in den Stil der bestehenden Gruppe passte, holten sie Michaels Bruder Robert Seidel, Julia Uebel und Susanne Pötzsch dazu und gründeten „Brezel Brass“. Die Wahl der Mitglieder war kein Zufall, denn alle fünf legten ihr Abitur am Gymnasium von Markneukirchen ab. Hier besuchten sie das musische Profil und nahmen an den Musicalproduktionen des Gymnasiums teil, für die Wildgrube noch als Arrangeur und Musiker tätig ist. An der örtlichen Musikschule erlernten ebenso alle ihr Instrument. 
Was anfänglich als spaßiger Zeitvertreib gedacht war, entwickelte sich schneller als erwartet. Nach ca. 40 Auftritten im Gründungsjahr 2011 spielte Brezel Brass im darauf folgenden Jahr rund 60 Konzerte, 2013 und 2014 jeweils über 70. In diesen Jahren trat die Band auch erstmals in Fernsehshows und -sendungen auf, vornehmlich im MDR. Zusammen mit Stefanie Hertel standen sie zu einer Weihnachts- und Jubiläumsshow auf der Bühne. Für ihre Weihnachts-CD machte die Band Aufnahmen mit ihr und auch die Randfichten arbeiteten mit Brezel Brass zusammen.

## Musikstil
Brezel Brass mischen Elemente der traditionellen böhmischen Polka mit Jazz- und Rock-’n’-Roll-Elementen. Ihren Stil bezeichnen sie als „böhmisch Boogie“. In ihren Liedern verbinden sie traditionell volkstümliche Stücke von Ernst Mosch oder Slavko Avsenik mit Jazz-Standards von Benny Goodman oder Glenn Miller.

## Diskografie
- 2011: Aufgebrezelt (HOFA media)
- 2013: Wenns mal wieder brezlig wird (HOFA media)
- 2013: O Brezelbaum (HOFA media)
- 2015: Wir sind die Saunafreunde Aufguss 09 (HOUSE MASTER RECORDS)
- 2015: Von Beethoven bis Boogie – Live in Bad Elster (HOUSE MASTER RECORDS)

## Anerkennungen und Erfolge
- 2011: nominiert für den Herbert-Roth-Preis[1]